# Günter Gnodtke
Ernst Günter Ferdinand Gnodtke (* 23. April 1910 in Thorn; † 1995) war ein deutscher Botschafter.

## Leben
Günter Gnodtke studierte Rechtswissenschaft, machte 1933 sein erstes Staatsexamen, wurde 1934 mit Der Parteiverrat in den deutschen Strafgesetzentwürfen verglichen mit dem geltenden Recht zum Dr. jur. promoviert und legte 1936 sein zweites Staatsexamen ab. Bis 1938 war er Assessor beim Regierungspräsidenten in Allenstein. 1939 arbeitete er als Justiziar bei PricewaterhouseCoopers. Von 1939 bis 1941 war er Handlungsbevollmächtigter der Kontinentalen Treuhand GesellschaftmbH in Berlin. Von 1941 bis 1945 war Gnodtke im Kriegseinsatz. Nach 1945 war Gnodtke Buchhalter und Bilanzprüfer, später Referent der Property Control in Nordrhein-Westfalen des Office of Military Government for Germany (U.S.) 1948 wurde er in die Finanzverwaltung des Landes Nordrhein-Westfalen übernommen. 1949 wurde er zum Oberregierungsrat befördert. Von 1953 bis 1954 arbeitete er im Bundesfinanzministerium. Im September 1954 trat Gnodtke in den Auswärtigen Dienst ein. 1956 wurde zum Vortragender Legationsrat befördert. Ab Oktober 1960 gehörte er als Botschaftsrat Erster Klasse der Botschaft in Kairo an.
Im August 1964 wurde Gnodtke Botschafter der Bundesrepublik Deutschland in Abuja, Nigeria. Am 30. Mai 1967 erklärte der Militärgouverneur Chukwuemeka Odumegwu Ojukwu die Republik von Biafra für unabhängig von Nigeria. Am 1. August 1966 putschte sich Yakubu Gowon in Abuja an die Macht und entsandte Anfang August 1967 Truppen gegen die Biafra-Sezesionisten. Am 10. August 1967 berichtete Gnodtke über die bewaffnete Auseinandersetzung. Gnodtke betreute deutsche Staatsbürger in Benin, Warri, Ughelli und einer küstennahen Baustelle. Die deutsche Bundesregierung lieferte im Rahmen eines Militärhilfeabkommens Dornier Do 27 mit Wartungspersonal an den Luftwaffenstützpunkt bei Kaduna (Nigeria). Bei einem Angriff eines ostnigerianischen Flugzeugs auf den Flugplatz Kaduna am 10. August 1967 kam ein deutscher Staatsangehöriger ums Leben, zwei weitere wurden leicht verletzt, es handelte sich um Angestellte der Dornier-Werke. Die entsandten Techniker wurden von der nigerianischen Armee um Hilfe bei der Armierung von Flugzeugen gebeten. Gnodtke sprach sich für einen Verbleib der bundesdeutschen Techniker in Nigeria aus und argumentierte, dass ein Abzug „in gegenwärtiger Lage als unfreundlicher Akt und Begünstigung Biafras empfunden“ würde. 1969 wurde Gnodtke von der deutschen Bundesregierung zu Wilhelm Grewe im Nordatlantikrat entsandt.
Gnodtke wurde im Familiengrab auf dem Friedhof Am Palastweiher in Königswinter beigesetzt.

## Veröffentlichung
- Der Parteiverrat in den deutschen Strafgesetzentwürfen verglichen mit dem geltenden Recht. Würzburg 1934.